# Galacto-oligossacarídeo

Galacto-oligossacarídeo

Galacto-oligossacarídeos (GOS) são oligossacarídeo compostos em maior quantidade por moléculas de galactose contendo uma glicose terminal. É um elemento natural presente no leite materno e em alguns vegetais (cebola, alho, banana, soja, chicória, entre outros). Podem ser produzidos a partir da lactoRse pela reação de transgalactosilação da enzima β-galactosidase (lactase)
Os GOS apresentam diversos benefícios à saúde, dentre eles aumenta a população de bifidobactérias, desenvolve a flora microbiana e o sistema imunológico em bebês por ser um componente do leite materno, aumenta a absorção de minerais como o cálcio, não causa cáries, entre outros benefícios.